# Сан-Марино на летних Олимпийских играх 1988
Сан-Марино принимало участие в Летних Олимпийских играх 1988 года в Сеуле (Южная Корея), но не завоевало ни одной медали.

## Результаты соревнований

### Дзюдо
Спортсменов — 3
Мужчины
| Спортсмен         | Категория | 1/32                                                   | 1/16                                                    | 1/8                | Четвертьфиналы     | Полуфиналы         | Первый доп. раунд  | Утешительный четвертьфинал | Утешительный полуфинал | За 3 место Финал   |
| Спортсмен         | Категория | Соперник Результат                                     | Соперник Результат                                      | Соперник Результат | Соперник Результат | Соперник Результат | Соперник Результат | Соперник Результат         | Соперник Результат     | Соперник Результат |
| ----------------- | --------- | ------------------------------------------------------ | ------------------------------------------------------- | ------------------ | ------------------ | ------------------ | ------------------ | -------------------------- | ---------------------- | ------------------ |
| Альберто Франчини | До 60 кг  | Мохамед Кохсроф (YAR) Поб. Ваза-ари авасет иппон, 1:40 | Гуно Беренстейн (NED) Пор. Иппон, 0:19                  | Не прошёл          | Не прошёл          | Не прошёл          |                    |                            |                        | Не прошёл          |
| Лео Сарти         | До 65 кг  |                                                        | Висенте Сеспедес (PAR) Пор. Ваза-ари авасет иппон, 3:39 | Не прошёл          | Не прошёл          | Не прошёл          |                    |                            |                        | Не прошёл          |
| Франк Казадеи     | До 86 кг  |                                                        | Янош Дьяни (HUN) Пор. Ваза-ари авасет иппон, 2:42       | Не прошёл          | Не прошёл          | Не прошёл          |                    |                            |                        | Не прошёл          |

### Лёгкая атлетика
Спортсменов — 2
Мужчины
| Спортсмен       | Соревнование | Предварительный раунд | Предварительный раунд | Четвертьфиналы | Четвертьфиналы | Полуфиналы | Полуфиналы | Финал     | Финал     |
| Спортсмен       | Соревнование | Результат             | Место                 | Результат      | Место          | Результат  | Место      | Результат | Место     |
| --------------- | ------------ | --------------------- | --------------------- | -------------- | -------------- | ---------- | ---------- | --------- | --------- |
| Доминик Канти   | 100 м        | 11.11                 | 88                    | Не прошёл      | Не прошёл      | Не прошёл  | Не прошёл  | Не прошёл | Не прошёл |
| Манлио Молинари | 800 м        | 1:52.35               | 54                    | Не прошёл      | Не прошёл      | Не прошёл  | Не прошёл  | Не прошёл | Не прошёл |

### Плавание
Спортсменов — 2
Мужчины
| Соревнование         | Спортсмены   | Предварительные заплывы | Предварительные заплывы | Финалы    | Финалы    |
| Соревнование         | Спортсмены   | Результат               | Место                   | Результат | Место     |
| -------------------- | ------------ | ----------------------- | ----------------------- | --------- | --------- |
| 50 м вольным стилем  | Микеле Пива  | 26.60                   | 63                      | Не прошёл | Не прошёл |
| 50 м вольным стилем  | Филиппо Пива | 26.96                   | 66                      | Не прошёл | Не прошёл |
| 100 м вольным стилем | Микеле Пива  | 57.99                   | 69                      | Не прошёл | Не прошёл |
| 100 м вольным стилем | Филиппо Пива | 58.39                   | 71                      | Не прошёл | Не прошёл |
| 100 м на спине       | Филиппо Пива | 1:07.63                 | 48                      | Не прошёл | Не прошёл |
| 100 м брассом        | Микеле Пива  | 1:13.94                 | 56                      | Не прошёл | Не прошёл |

### Парусный спорт
Мужчины
| Класс          | Спортсмен      | Гонка | Гонка | Гонка | Гонка | Гонка | Гонка | Гонка | Очки  | Место |
| Класс          | Спортсмен      | 1     | 2     | 3     | 4     | 5     | 6     | 7     | Очки  | Место |
| -------------- | -------------- | ----- | ----- | ----- | ----- | ----- | ----- | ----- | ----- | ----- |
| Парусная доска | Джованни Конти | 33    | 36    | 41    | 39    | DNF   | 39    | DNF   | 280,0 | 42    |

### Стрельба
Спортсменов — 2
Мужчины
| Соревнование | Спортсмены         | Квалификация | Квалификация | Полуфинал | Полуфинал | Финал               | Финал     |
| Соревнование | Спортсмены         | Результат    | Место        | Результат | Место     | Соперник/ Результат | Место     |
| ------------ | ------------------ | ------------ | ------------ | --------- | --------- | ------------------- | --------- |
| трап         | Джан Никола Берти  | 140          | 33           | Не прошёл | Не прошёл | Не прошёл           | Не прошёл |
| трап         | Альфредо Валентини | 140          | 33           | Не прошёл | Не прошёл | Не прошёл           | Не прошёл |

### Тяжёлая атлетика
| Категория  | Спортсмен     | Масса | Рывок | Рывок | Рывок | Толчок | Толчок | Толчок | Всего | Место |
| Категория  | Спортсмен     | Масса | 1     | 2     | 3     | 1      | 2      | 3      | Всего | Место |
| ---------- | ------------- | ----- | ----- | ----- | ----- | ------ | ------ | ------ | ----- | ----- |
| до 67,5 кг | Паоло Казадеи | 67,20 | 107,5 | 107,5 | 107,5 | —      | —      | —      | —     | —     |